# Iglesia de Santa María in Vado
La basílica de Santa María in Vado y el adjunto santuario y parroquia de la Anunciación se encuentran en la ciudad italiana de Ferrara, concretamente en la vía Borgovado, número 3. El nombre deriva de un paso (vado) del río Po, que se encontraba en las proximidades. Existió en el mismo solar una antigua basílica del siglo X, denominada Santa Maria Anteriore, la cual está documentada. En 1171 fue sede de un milagro eucarístico: se rompió la hostia consagrada durante una función religiosa y de esta salpicó sangre, que llegó hasta el altar.

## Historia
La actual iglesia se construyó en 1495 por Biagio Rossetti, después de haber sido derribada parcialmente la Iglesia de Santa Maria Anteriore que se encontraba sobre el mismo solar. La fachada en ladrillo cocido presenta un portal marmóreo de Andrea Ferreri. El interior está decorado ricamente con tres naves, transepto y ábside. 
Sobre el altar mayor se encuentra el retablo de la Anunciación, obra de Camillo Filippi, padre de Bastianino, datada no más allá del 1560. El principal pintor de la decoración de los techos de la nave central, del transepto y del coro fue el artista ferrarense Carlo Bononi, ayudado por Giulio Cromer en la Presentación de María en el templo. Un último fresco de Domenico Mona decora el presbiterio. En el ábside encontramos la Gloria del Santo Nombre, también de Carlo Bononi, pintada a aceite sobre yeso entre 1616 y 1621. 
En la parte izquierda del transepto se hospeda un órgano monumental del cinquecento, mientras la parte derecha es sede del santuario del llamado Preziosissimo Sangue, que incorpora la urna donde se presume que la sangre se hizo visible. Esta rica capilla está dotada de una pequeña escalera para subir al nivel de las manchas milagrosas.

## Galería de imágenes

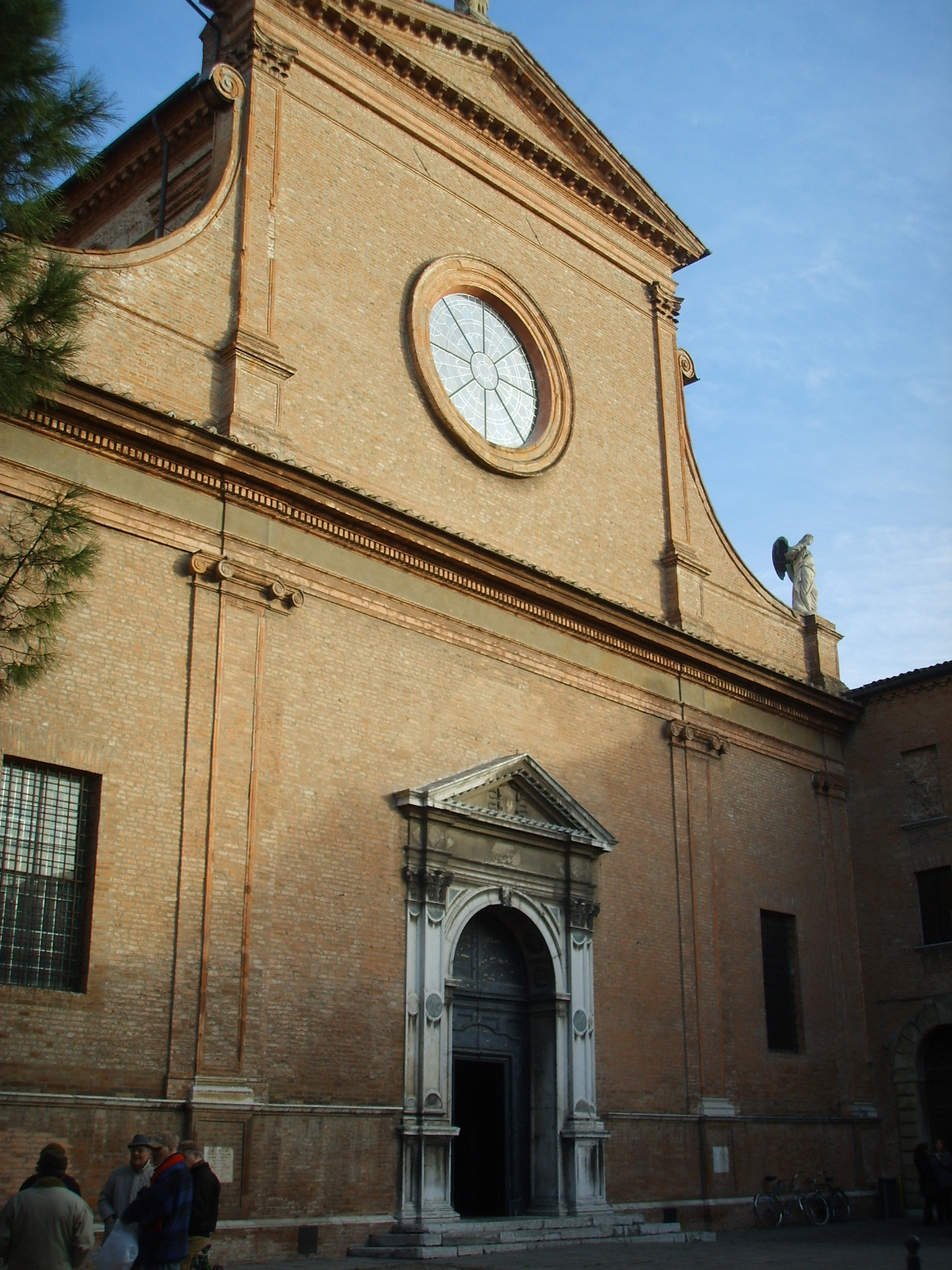
Fachada
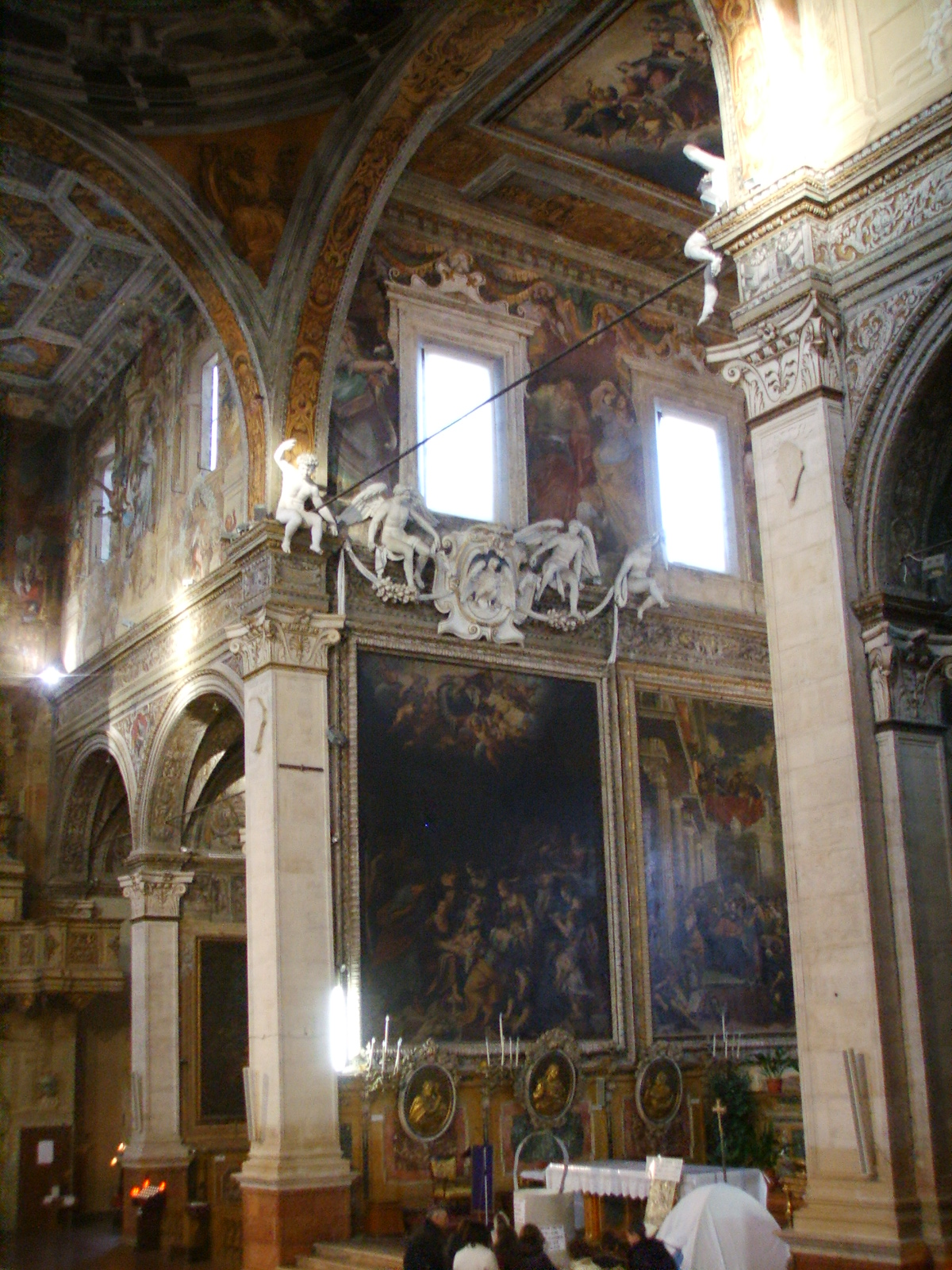
Altar mayor
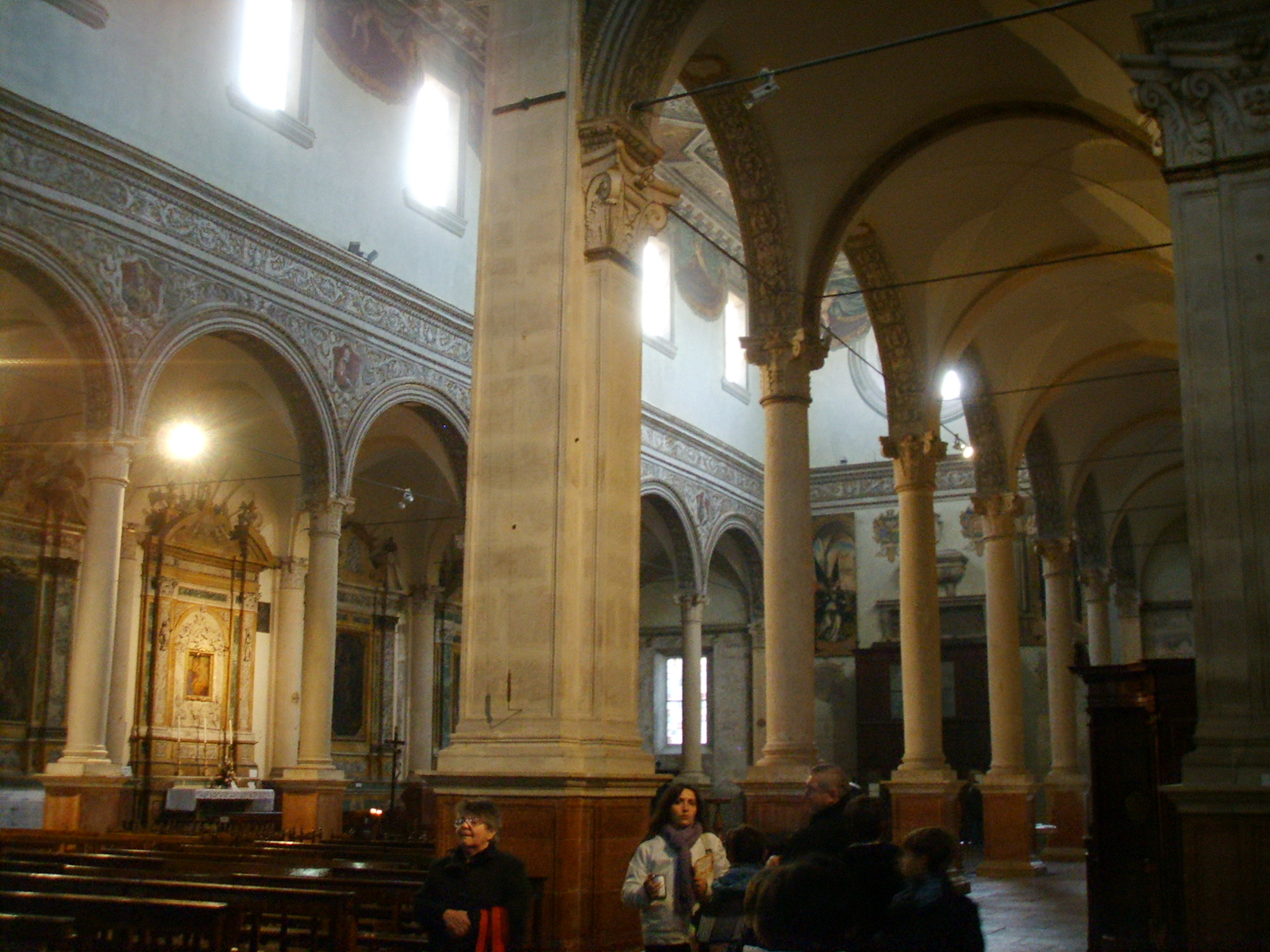
Nave central
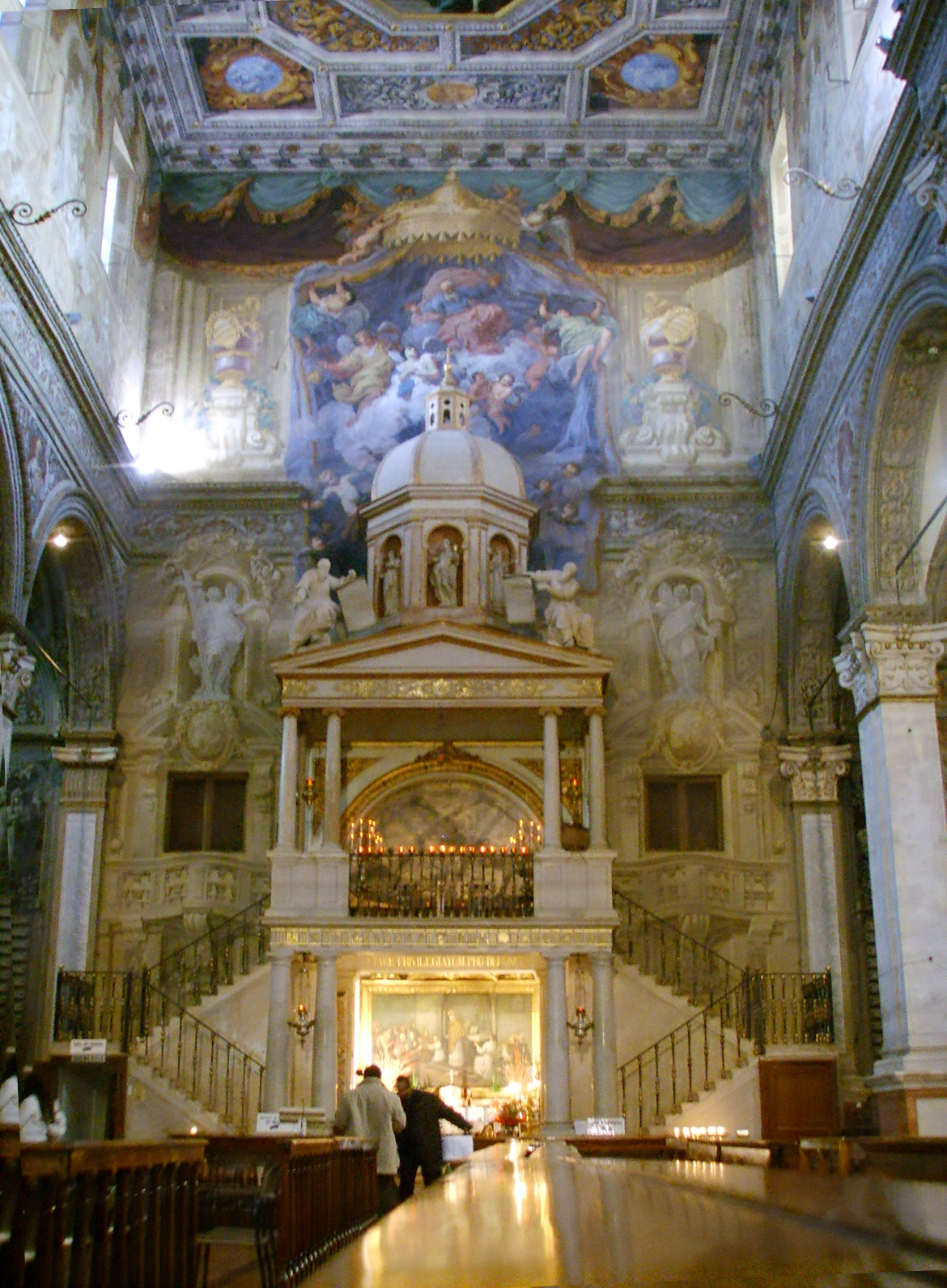
Santuario de la Preciosísima Sangre